# Проспект Дзержинского (Новосибирск)
Проспе́кт Дзержи́нского  — главная транспортная магистраль Дзержинского района Новосибирска. Протяжённость — около 5,7 км. Проспект начинается от улицы Селезнёва, далее — в северо-восточном направлении — образует круговой перекрёсток с улицей Кошурникова, затем пересекает улицы Красина, Шекспира, Королёва, Волочаевскую, Ползунова. Кроме того, к нему примыкает ряд улиц и переулков, среди которых Комбинатская, Индустриальная, Бродского, Европейская и некоторые другие. На участке между улицей Пойменной и рекой Каменкой (в районе Золотой Горки) автомагистраль меняет название «Проспект Дзержинского» на «Каменское шоссе».

## История

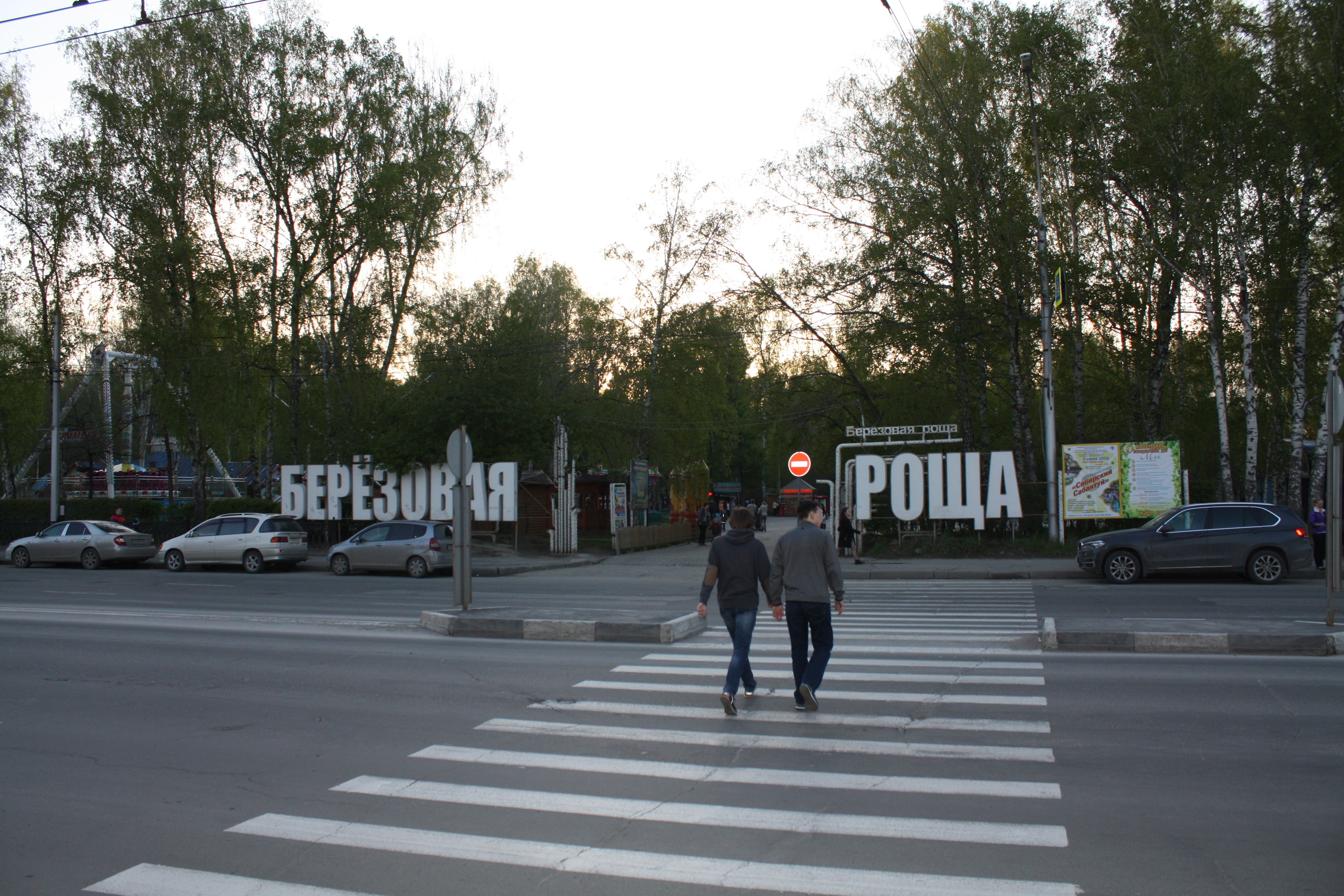
Проспект Дзержинского в районе парка «Берёзовая роща»

Проспект Дзержинского является одной из самых древних дорог на территории современного Новосибирска. В XVII—XIX веках дорога, именуемая сегодня проспектом Дзержинского, была частью Калмыцкого тракта, который от Кривощёковской переправы шёл в направлении села Каменка, и далее — в сторону Томска.
Застройка проспекта началась в 1930-х годах благодаря основанию таких крупных предприятий как Трикотажный комбинат и Авиационный завод имени В. П. Чкалова. После Великой Отечественной войны вдоль проспекта стали появляться здания в стиле монументального классицизма, позднее проспект застраивался домами хрущевской постройки.
Изначально улица носила название Каменского шоссе, но в 1957 году часть её была названа проспектом Дзержинского.

## Парки
- Берёзовая роща
- Парк Дзержинского
- Сквер Авиаторов

## Организации

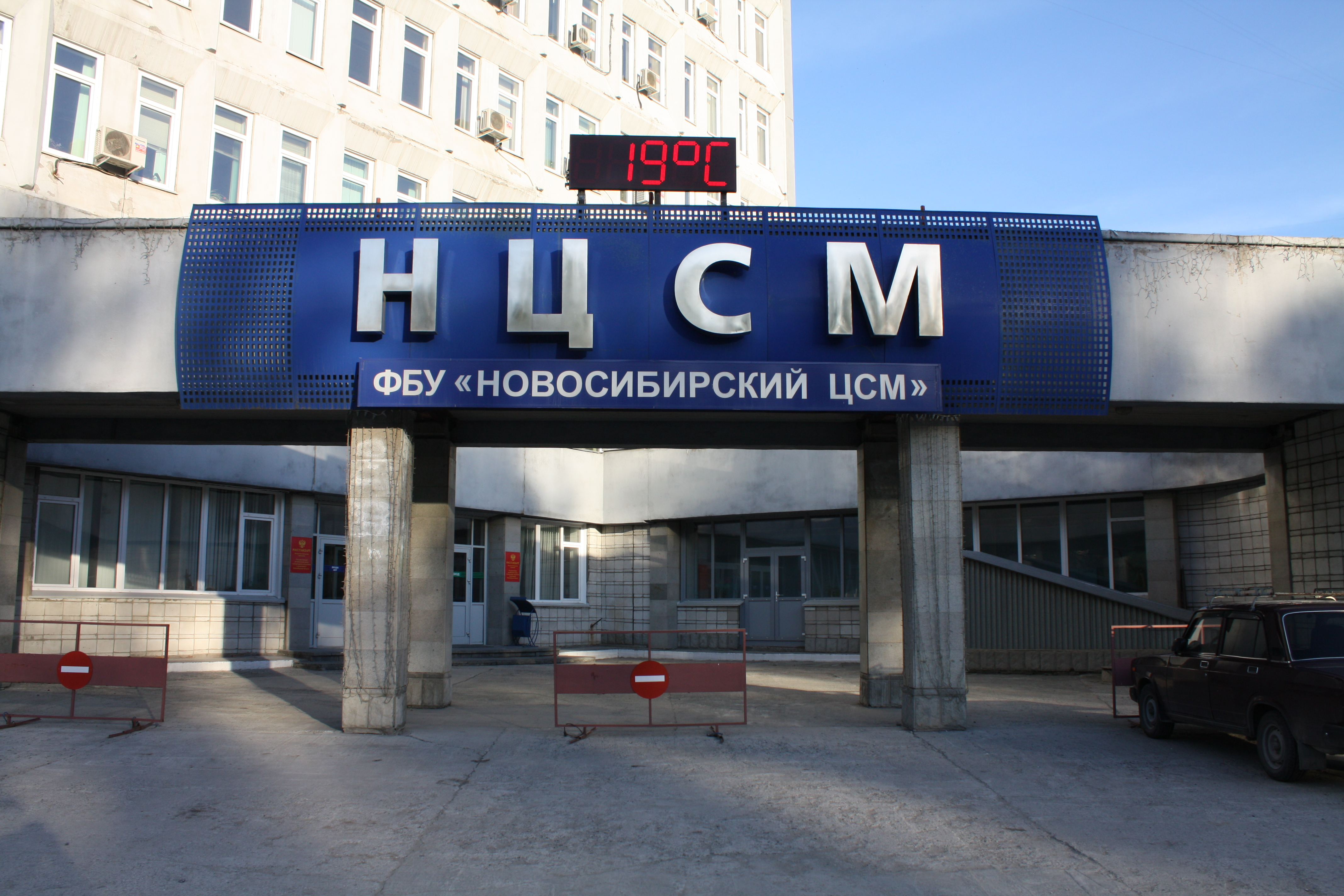

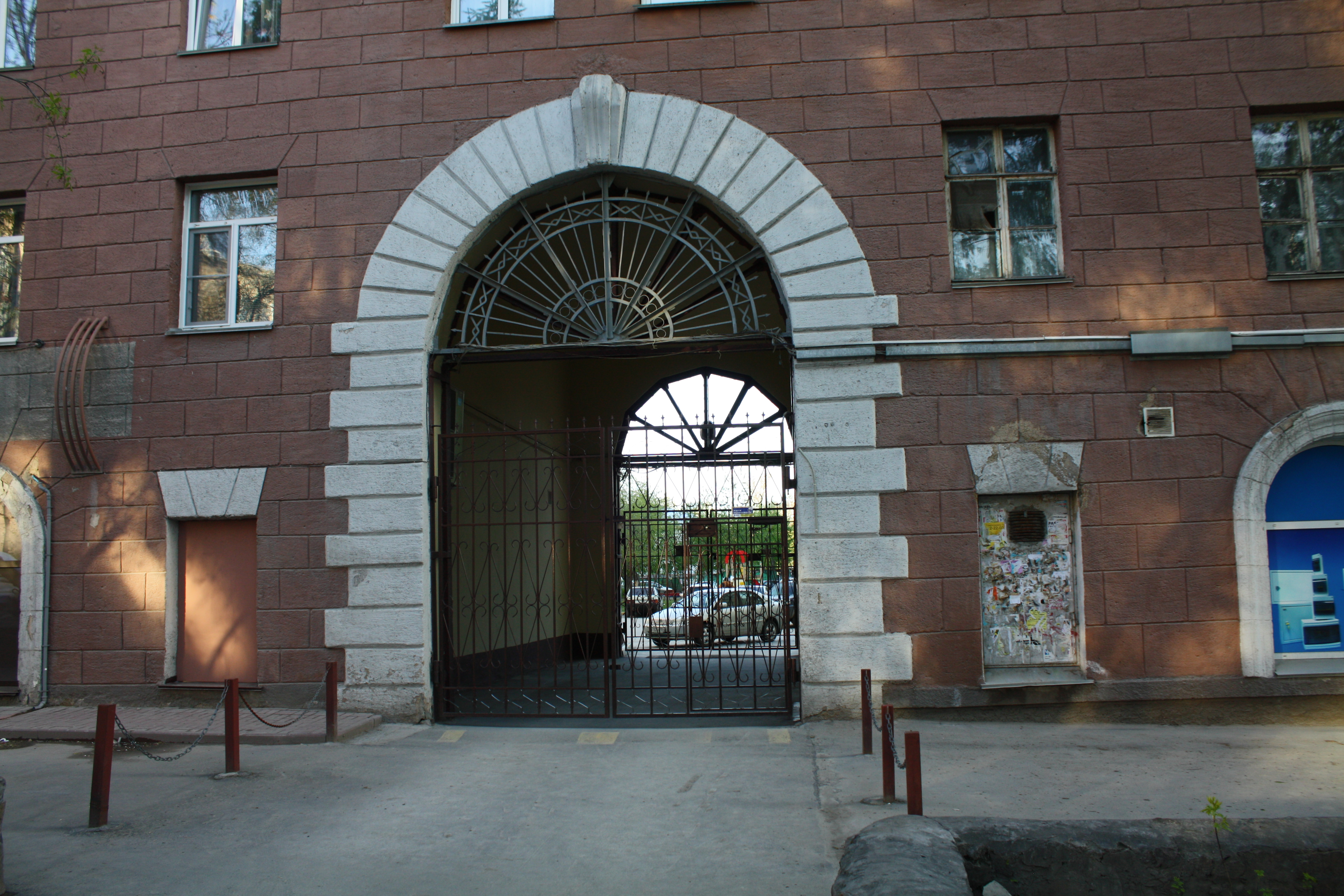

### Образовательные учреждения
- Новосибирский строительно-монтажный колледж
- Новосибирский радиотехнический колледж
- Средняя общеобразовательная школа № 169

### Торговые центры
- ТОЦ «Солнечный»
- ТЦ «Роща»
- ТЦ «Чкаловский»

### Другие организации
- Авиационный завод имени В. П. Чкалова
- Дом культуры и творчества им. В.П. Чкалова
- Северная, гостиничный комплекс
- Администрация Дзержинского района
- Музей истории города Новосибирска
- Государственный региональный центр стандартизации, метрологии и испытаний Новосибирской области

## Транспорт
На проспекте Дзержинского установлены 9 остановок наземного транспорта, по улице курсируют автобусы, троллейбусы и маршрутные такси.
Ранее на протяжении всего проспекта существовали трамвайные пути, длина которых в 2008 году сократилась до промежутка между Трикотажной улицей и микрорайоном Золотая Горка.
На улице расположена станция метро «Берёзовая Роща».

## Галерея

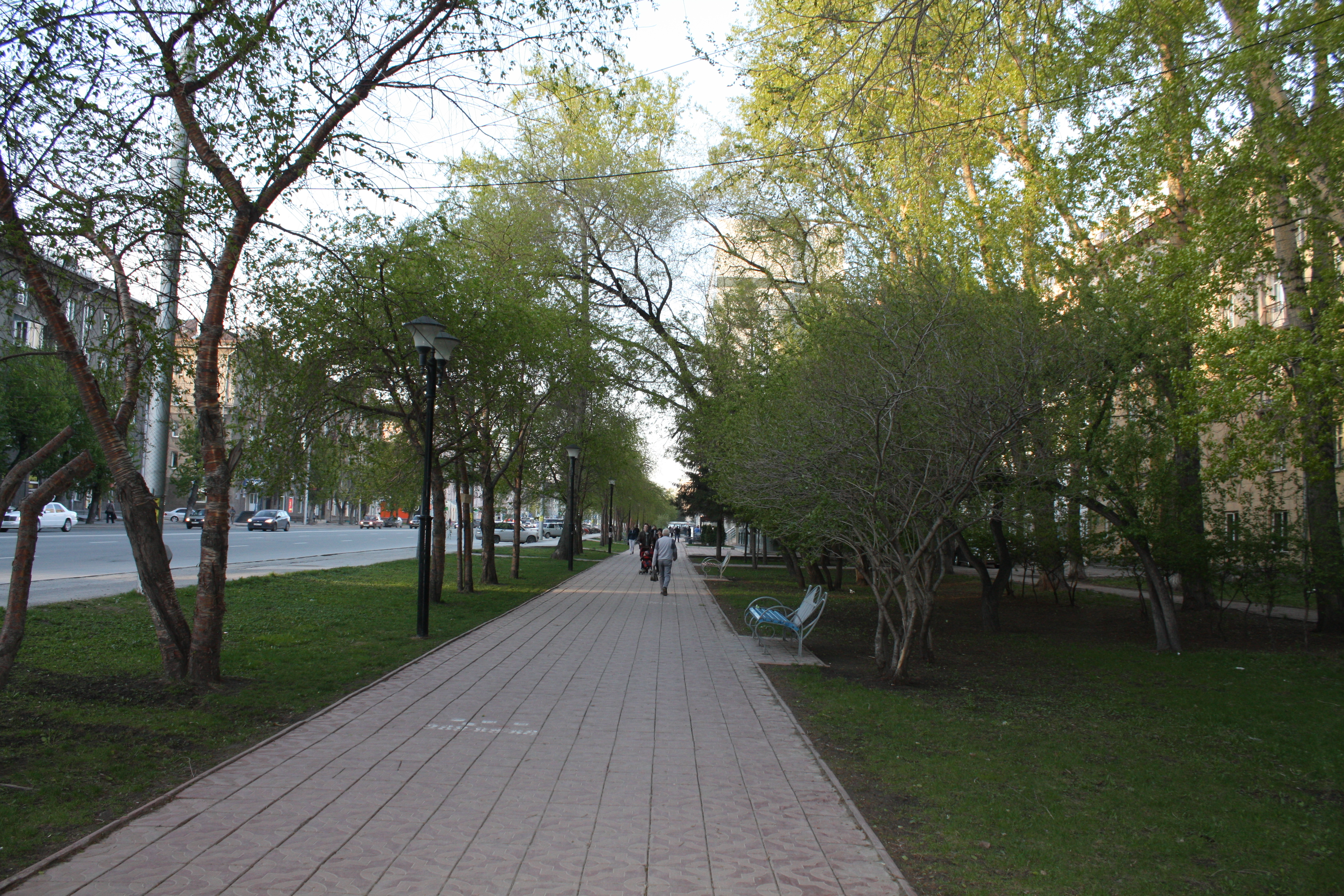
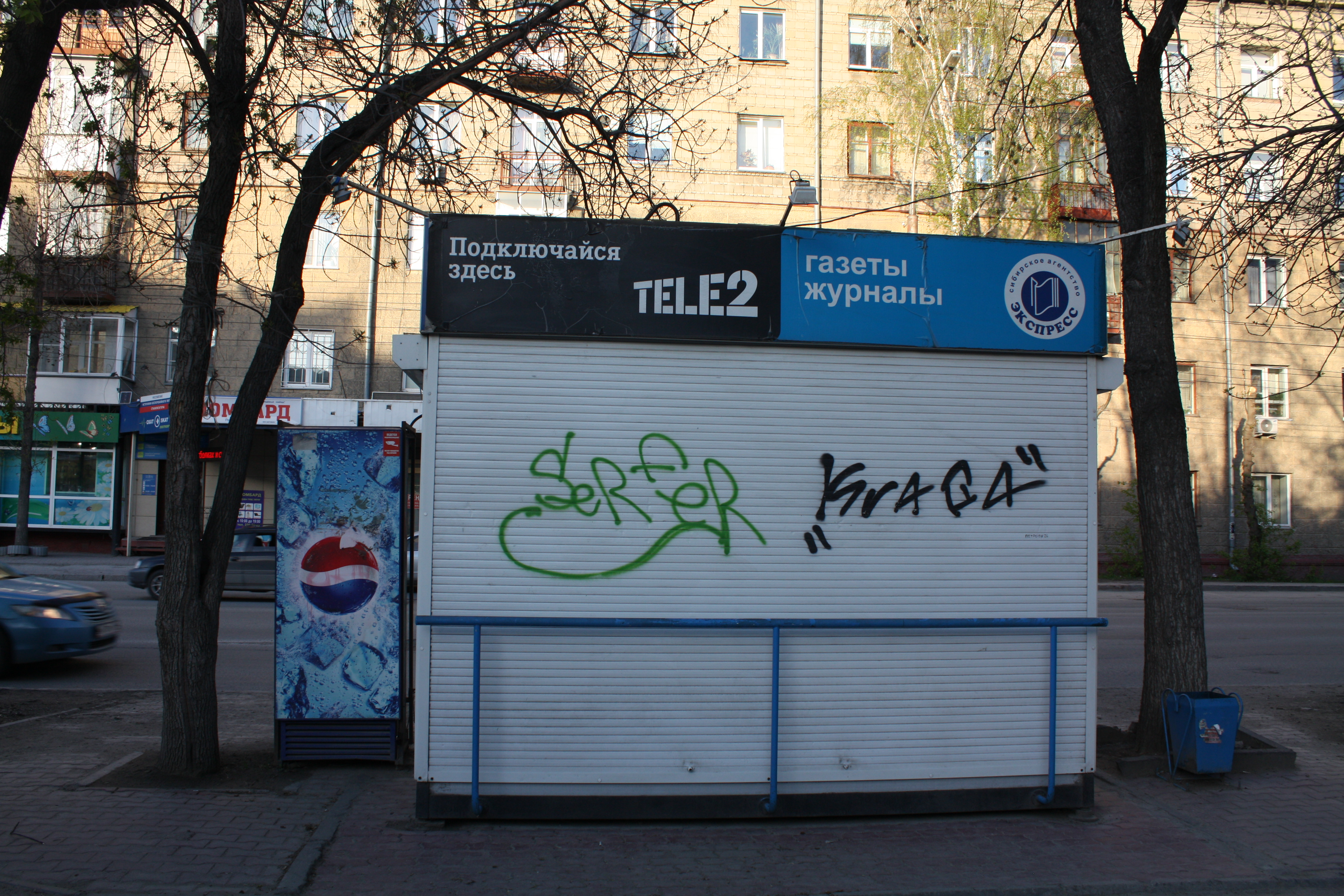
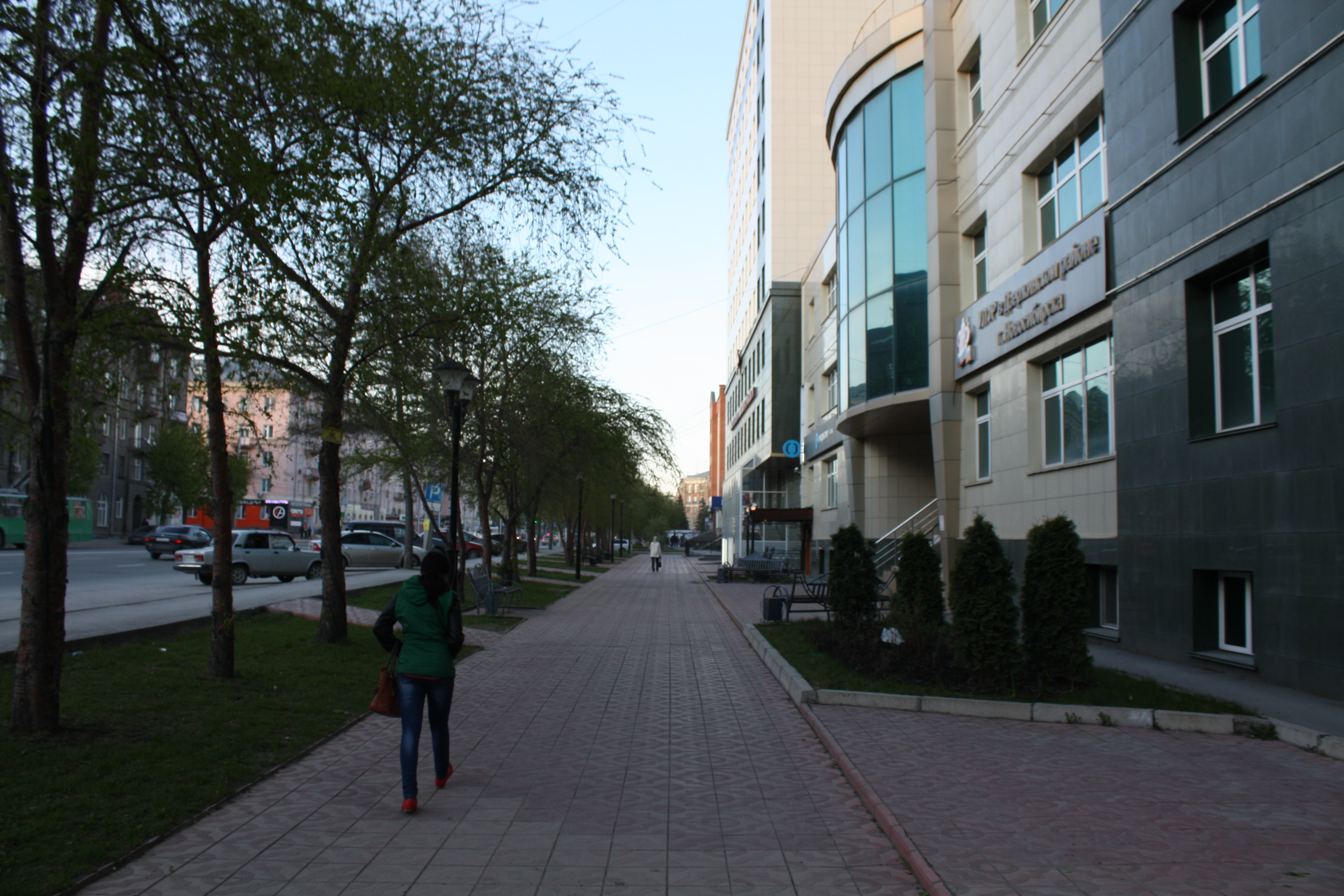
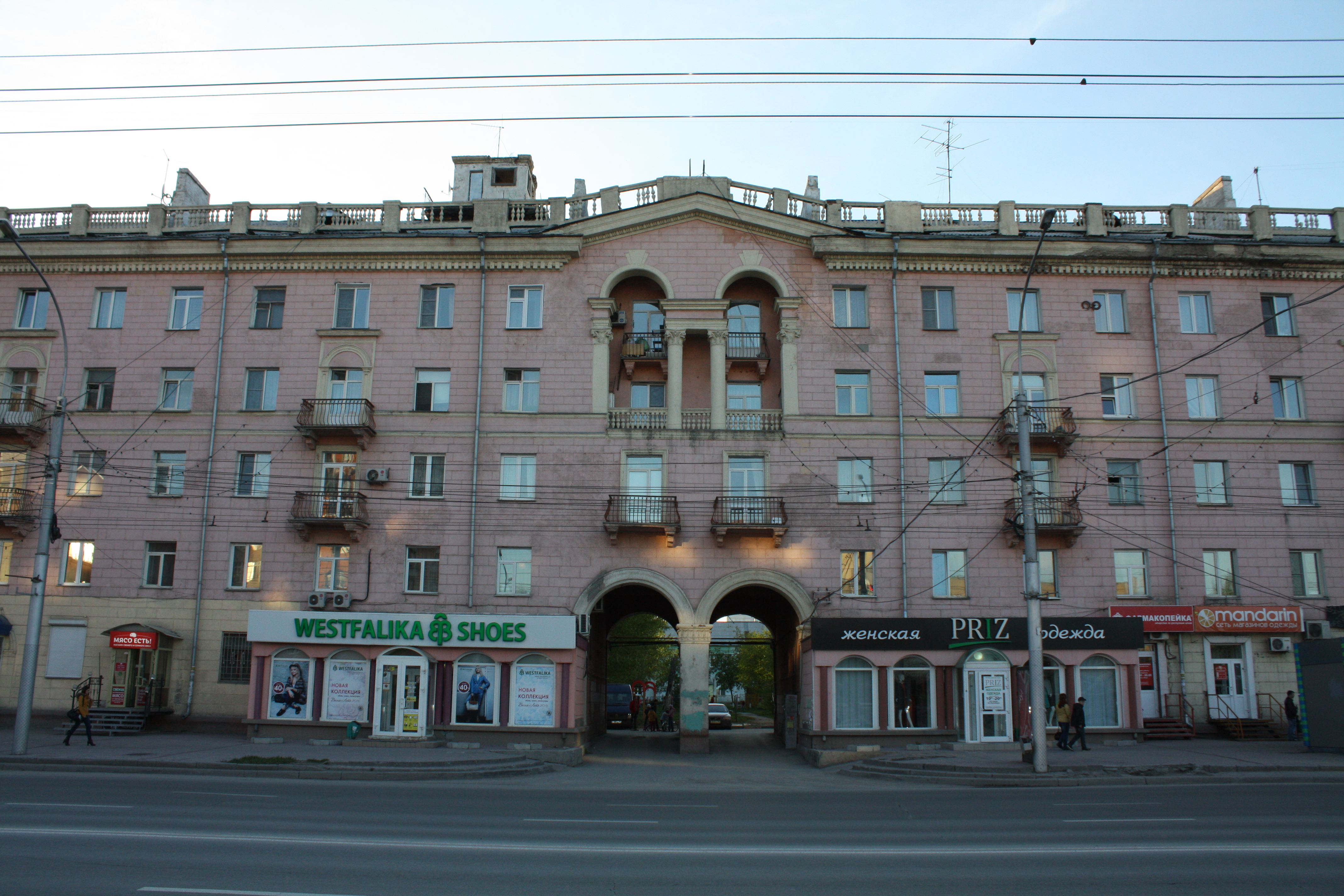

## Известные жители
д. 40 — Николай Корольков, заслуженный работник культуры РСФСР, создатель и первый руководитель Сибирского Академического русского народного хора (мемориальная доска)
д. 75 — Роберт Людвигович Бартини (1897—1974) — итальянский аристократ, коммунист, известный авиаконструктор. Жил в доме № 75 по проспекту Дзержинского с 1952 по 1956 год.